# As Professorinhas
As Professorinhas foi uma telenovela de Lúcia Lambertini exibida na TV Cultura em 1965. Em 1968, Lúcia Lambertini refez a novela para RecordTV, também com Edy Cerri no elenco, vivendo a protagonista.

## Sinopse
A história girava em torno do cotidiano de um grupo de professoras.

## Elenco
- Edy Cerri.... Edy
- Ivete Jayme.... Ivete
- Roberto Orozco.... Zé Roberto
- Célia Rodrigues.... Célia
- José Serber.... José
- Jovelthy Archângelo
- Xênia Bier.... Xênia
- Annamaria Dias.... Ana Maria
- Norbert Nardone.... Norberto
- Leonor Lambertini.... Leonor
- Rúbens Greiffo.... Prefeito Rúbens
- Benedita Rodrigues.... Zilda
- Eduardo Abbas.... Guedes